# Dicranophragma (Dicranophragma) multiguttula
Dicranophragma (Dicranophragma) multiguttula is een tweevleugelige uit de familie steltmuggen (Limoniidae). De soort komt voor in het Afrotropisch gebied.